# Aiguille Noire de Peuterey
La Aiguille Noire de Peuterey (3.773 m) es una montaña del macizo del Mont Blanc en Italia, que forma parte de la cresta del Peuterey hasta la cumbre del Mont Blanc con su vecina más alta, la Aiguille Blanche de Peuterey.
La ruta más conocida de la montaña es la cresta sur (TD), escalada por primera vez por Karl Brendelet y Hermann Schaller, los días 26 y 27 de agosto de 1930; sigue siendo una de las grandes rutas clásicas de roca del macizo.
La primera ascensión de la cresta completa del Peuterey, incluida la Aiguille Noire de Peuterey (la Intégrale), tuvo lugar del 28 al 31 de julio de 1934 y fue realizada por Adolf Göttner, Ludwig Schmaderer y Ferdinand Krobath. El 21 de agosto de 2010, Chloé Graftiaux, una destacada escaladora deportiva belga de 23 años, murió en la montaña.

## Galería

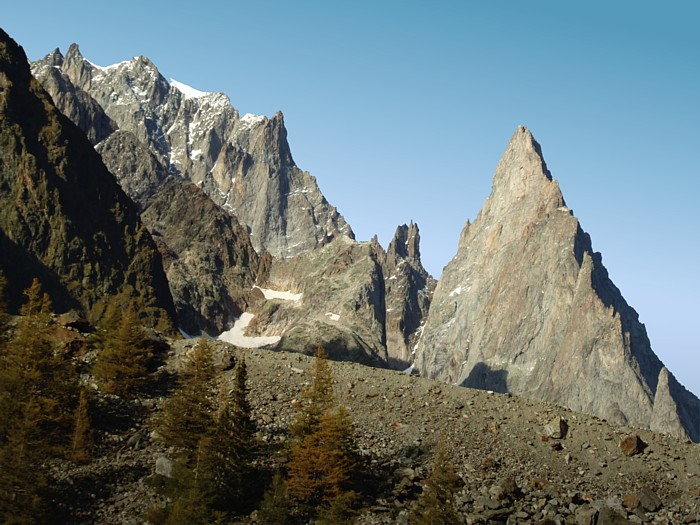
Las Aiguilles de Peuterey vistas desde Val Veny. Aiguille Blanche de Peuterey (extremo izquierdo, arriba), Aiguille Noire de Peuterey (derecha)